# 卵叶柯
卵叶柯（学名：Lithocarpus obovatilimbus）为壳斗科柯属的植物，是中国的特有植物。分布在中国大陆的海南等地，生长于海拔800米至1,700米的地区，常生长在山地常绿林中或山顶较干燥地方，目前尚未由人工引种栽培。